# أحمد طه ريان
أحمد طه ريان ( 10 فبراير1939م - 17 فبراير 2021). هو فقيه أزهري من مواليد الأقصر ، كان عميد أسبق لكلية الشريعة والقانون بالأزهر وعضو هيئة كبار العلماء ورئيس موسوعة الفقه الإسلامي بالمجلس الأعلى للشؤون الإسلامية، عضو هيئة كبار العلماء لـ الخليج.

## الحياة العلمية والعملية
حصل على الإجازة العالمية من كلية الشريعة والقانون بالقاهرة عام 1966م، ثم حصل على الماجيستير 1968م، ثم الدكتوراه في الفقه المقارن عام 1973م.
عين مدرساً بالكلية عام 1974م ثم أستاذاً مساعداً عام 1980م، ثم أستاذاً عام 1985م، ثم أستاذاً متفرغاً بالكلية عام 2004م وأدى واجبه بهذه الكلية إلى أن توفاه الله.
تولى عدداً من المناصب الإدارية منها :
- عميدا لكلية الشريعة والقانون بأسيوط سابقاً.
- رئيساً لموسوعة الفقه الإسلامي بالمجلس الأعلى للشئون الإسلامية بوزارة الأوقاف.
- عميداً لكلية الشريعة والدراسات الإسلامية بجامعة الأحقاف بجمهورية اليمن . سابقاً .
- وكيلاً لكلية الامام مالك للشريعة والقانون بدبي. سابقاً .
- رئيسا لقسم الفقه المقارن بكلية الشريعة والقانون بالقاهرة. سابقاً .
- رئيسا للمكتب الأكاديمي للجامعة الأمريكية المفتوحة بالقاهرة. سابقاً .
- أشرف وناقش أكثر من مائة وعشرين رسالة ماجستير ودكتوراه.
- قام برحلات علمية إلى كل من السعودية والأردن ودولة الإمارات العربية المتحدة وبنجلادش وأوزبكستان والدنمارك وبريطانيا وكندا والولايات المتحدة الأمريكية .

## من مؤلفاته
- كتاب: المسكرات وعقوبتها في الشريعة الإسلامية.
- كتاب: المخدرات بين الطب والفقه.
- كتاب: تعدد الزوجات ومعيار العدل بينهن في الشريعة الإسلامية.
- كتاب: ضوابط الاجتهاد والفتوى.
- كتاب: فقهاء المذهب المالكي.
- كتاب: سنن الفطرة بين المحدثين والفقهاء.
- كتاب: ملامح من حياة الفقيه المحدث الإمام مالك بن أنس.
- كتاب: البيوع المحرمة وأثرها في تعامل المصارف.
- كتاب: التعليق الفقهي على مدونة الإمام مالك.
- كتاب: بريد الإسلام في الفتاوى.
- كتاب: المدخل الوجيز في التعريف بمذهب إمام الفقه والحديث مالك بن أنس .
- كتاب: الرد على الفكر العلماني.
- كتاب: تذكرة الأحباب فيما يجب علينا من حماية المسلمين من فتنة المال.
- كتاب: بحث الذبائح في الحج: مصادرها ومصارفها في مجلة الجامعة الإسلامية بالمدينة المنورة.